# Ainhoa Santamaría Ballesteros
Ainhoa Santamaría Ballesteros (Vitòria, Àlaba, 20 de març de 1980) és una actriu basca guanyadora del Premi Max a millor actriu de repartiment.

## Trajectòria
Des de joveneta va tenir predilecció per les disciplines artístiques inicialment relacionades amb l'àmbit musical, fent dansa clàssica en el conservatori José Uruñuela i solfeig en el conservatori vitorià Jesús Guridi. També va ser membre del cor Santa María-Zintzarri.
Amb tot just 14 anys va participar en el migmetratge La leyenda de un hombre malo. Posteriorment se la va poder veure al curtmetratge El invierno de Tornalia, on encarnava a una bruixa que acceptava una peculiar missió. El seu primer contacte amb el món del teatre va ser en 1997 en l'obra La dama boba de Lope de Vega. Com a afeccionada va participar també en la lorquiana Bodas de sangre. 
Amb 17 anys va canviar la seva ciutat de naixement per Saragossa per a estudiar Història de l'Art, encara que aviat es va decantar de nou pels tablados, assajant amb un grup teatral en un magatzem de roba interior femenina. Uns anys després, es va traslladar a Madrid amb el ferm objectiu de convertir-se en actriu. Va ingressar en la Reial Escola Superior d'Art Dramàtic, llicenciant-se en 2005. Durant la seva formació en la RESAD va participar en obres com Lo que dejé por ti, on simultanis rols tan diferents com els d'immigrant i policia, o Presas, basada en la dictadura franquista, que li va donar l'oportunitat de pujar-se a un gran teatre com la sala Valle-Inclán i que va significar el seu primer treball remunerat com a actriu.
Al començament de 2006 participa en un capítol de El Comisario, i poc després en la sèrie de TVE Con dos tacones. A partir de llavors l'actriu va començar a compaginar els escenaris amb col·laboracions en televisió. En teatre va actuar a Maniquís, d'Ernesto Caballero, Esa Cara, de Pilar Massa, o Contracciones, de Marta Betoldi. Va ser amb l'obra Todos eran mis hijos, de l'argentí Claudio Tolcachir, amb la qual va aconseguir una nominació a millor actriu de repartiment de la Unión de Actores y Actrices el 2011.
A televisió va aparèixer a La chica de ayer, Amar en tiempos revueltos i Águila Roja. Però va ser a Isabel on l'actriu es va donar a conèixer al gran públic, donant vida durant tres temporades a la consellera i amiga íntima de la reina Isabel, Beatriz de Bobadilla. Ha estat fins al moment el seu major treball interpretatiu en televisió. Posteriorment ha aparegut a Ciega a Citas o La casa de papel. 
En 2014, la delicada situació que vivia el teatre i el món de la cultura en general va portar a l'actriu, al costat d'unes altres i altres companys amb els quals va compartir cartell a Todos eran mis hijos, a montar la seva pròpia companyia, enTRAMAdos Teatro. D'aquí va sorgir el projecte Feelgood, una obra escrita per Alistair Beaton, que va ser candidata als Premis Max com a Millor Espectacle, Millor Direcció i Millor Adaptació.
Posteriorment, quatre dels membres d'enTRAMAdos, Fran Perea, Javier Márquez, Manuela Velasco i la pròpia Ainhoa Santamaría, formen la cooperativa Feelgood Teatro, l'objectiu del qual és centrar-se en autors contemporanis. Aquesta companyia és qui produeix La estupidez, de Rafael Spregelburd, i amb qui Santamaría aconsegueix el seu major reconeixement com a actriu, el premi Max a millor actriu de repartiment en 2017. Aquest mateix estiu, és nomenada pregonera de les festes de la Blanca de Vitòria-Gasteiz, un honor per a ella tractant-se de la seva ciutat natal.
El 2017 va actuar a l'obra Sueño, d'Andrés Lima, inspirada en les comèdies de Shakespeare. En 2018 va donar vida a la inspectora que investiga l'assassinat de Marina en la sèrie juvenil de Netflix Élite.

## Filmografia
Cinema
| Any  | Pel·lícula                   | Director           |
| ---- | ---------------------------- | ------------------ |
| 2019 | Mientras dure la guerra      | Alejandro Amenábar |
| 2016 | La corona partida            | Jordi Frades       |
| 2011 | Sin cobertura                | Manu Fernández     |
| 2007 | Diente por ojo               | Eivind Holmboe     |
| 1994 | La leyenda de un hombre malo | Myriam Ballesteros |

Teatre
| Any  | Obra                                | Director                 |
| ---- | ----------------------------------- | ------------------------ |
| 2017 | Sueño                               | Andrés Lima              |
| 2016 | La estupidez, de Rafael Spregelburd | Fernando Soto            |
| 2013 | Feelgood                            | Alberto Castrillo-Ferrer |
| 2011 | Todos eran mis hijos                | Claudio Tolcachir        |
| 2009 | Contracciones                       | Marta Bertoldi           |
| 2009 | Esa cara                            | Pilar Massa              |

Televisió
- Señoras del (H)AMPA (Telecinco)
- Élite (Netflix)
- La casa de papel (Antena 3)
- Ciega a citas (Big Bang. Cuatro)
- Isabel (Diagonal TV. TVE). Nominada als Premis de la Unión de Actores a la Millor Actriu Secundària de TV
- Águila roja (Globomedia. TVE)
- Amar en tiempos revueltos (Diagonal TV. TVE)
- La chica de ayer (Antena 3)
- Con dos tacones (Producciones Bocaboca)
- El comisario (Telecinco)

## Premis i candidatures
Premis Goya
| Any  | Categoria               | Pel·lícula              | Resultat |
| ---- | ----------------------- | ----------------------- | -------- |
| 2019 | Millor actriu revelació | Mientras dure la guerra | Nominada |

Premis Max
| Any  | Categoria                    | Obra         | Resultat   |
| ---- | ---------------------------- | ------------ | ---------- |
| 2017 | Millor actriu de repartiment | La estupidez | Guanyadora |